# خط توکیو ایکه‌گامی
خط توکیو ایکه‌گامی (به ژاپنی: 東急池上線 Tōkyū Ikegami-sen) یک خط راه‌آهن خصوصی است که توسط شرکت راه‌آهن توکیو اداره می‌شود. این خط راه‌آهن از ایستگاه گوتاندا واقع در شیناگاوا-کو، توکیو تا ایستگاه کاماتا (توکیو) واقع در اوتا-کو، توکیو امتداد دارد.